# かわつる三芳野
かわつる三芳野（かわつるみよしの）は、埼玉県川越市の町名。現行行政地名はかわつる三芳野のみ。丁番を持たない単独町名である。郵便番号は350-1177。

## 地理
川越市の北部に位置し、鶴ヶ島市と接する。町名が成立する前は川越市と鶴ヶ島市の境界にまたがって位置していたが、かわつる三芳野団地の完成後、市境が変更され川越市の町名として成立した。

## 歴史
- 1986年（昭和61年）10月1日 - 川越市笠幡と鶴ヶ島町（現鶴ヶ島市）太田ヶ谷の各一部からかわつる三芳野が成立した[3]。隣接する川鶴も同日誕生している。

## 交通

### 道路
- 川鶴けやき通り
- かさはた公園通り

## 施設
- かわつる三芳野団地 - 1から47号棟まで建つ。